# Burger Ranch (Israel)
Burger Ranch (auch Burgeranch, hebräisch בּוּרְגֶּרָאנְץ׳ Būrgerānʧ⁠) ist eine israelische Schnellrestaurantkette mit Sitz in Netanjah. Das Unternehmen ausschließlich in Israel tätig und ist dort mit 79 Restaurants und über 1.500 Mitarbeitern nach McDonald’s die zweitgrößte Fastfood-Kette des Landes. eine bedeutende Schnellrestaurantkette.

## Geschichte
Das erste Restaurant eröffnete 1972 in Tel Aviv. Ende der 1970er Jahre besaß man zwei Filialen in der Stadt, 1993 waren es über 50 im ganzen Land. Mitte der 1990er Jahre erwarb der israelische Ölkonzern Paz Oil das Unternehmen und veräußerte es 2006 an den Geschäftsmann Yossi Hoschinski. Nach dessen plötzlichem Tod im Jahr 2008 war das Unternehmen bald insolvent. Burger King übernahm daraufhin Burger Ranch, verkaufte es aber noch im selben Jahr an die russisch-zypriotische G.M.R. WorldWide Hospitality Ltd. Im Jahr 2010 erwarb der Franchise-Inhaber Orgad Holdings die Burgerkette.